# غوستافو دوس سانتوس
غوستافو دوس سانتوس هو منافس ألعاب قوى برازيلي، ولد في 21 فبراير 1991.

## وصلات خارجية
- غوستافو دوس سانتوس على موقع الاتحاد الدولي لألعاب القوى (الإنجليزية)